# 33 км (пост)
Пост 33 км — колійний пост Конотопської дирекції залізничних перевезень Південно-Західної залізниці. Код поста в ЄМР 326323. Код Експрес 2200453.
Розташований на лінії Хоробичі — Бахмач-Гомельський між станціями Доч (10 км) та Бондарівка (5 км) та . Відстань до Хоробичів — 102 км, до Бахмача-Гомельського — 33 км.
Пасажирського та вантажного значення не має.